# Raivo Vare

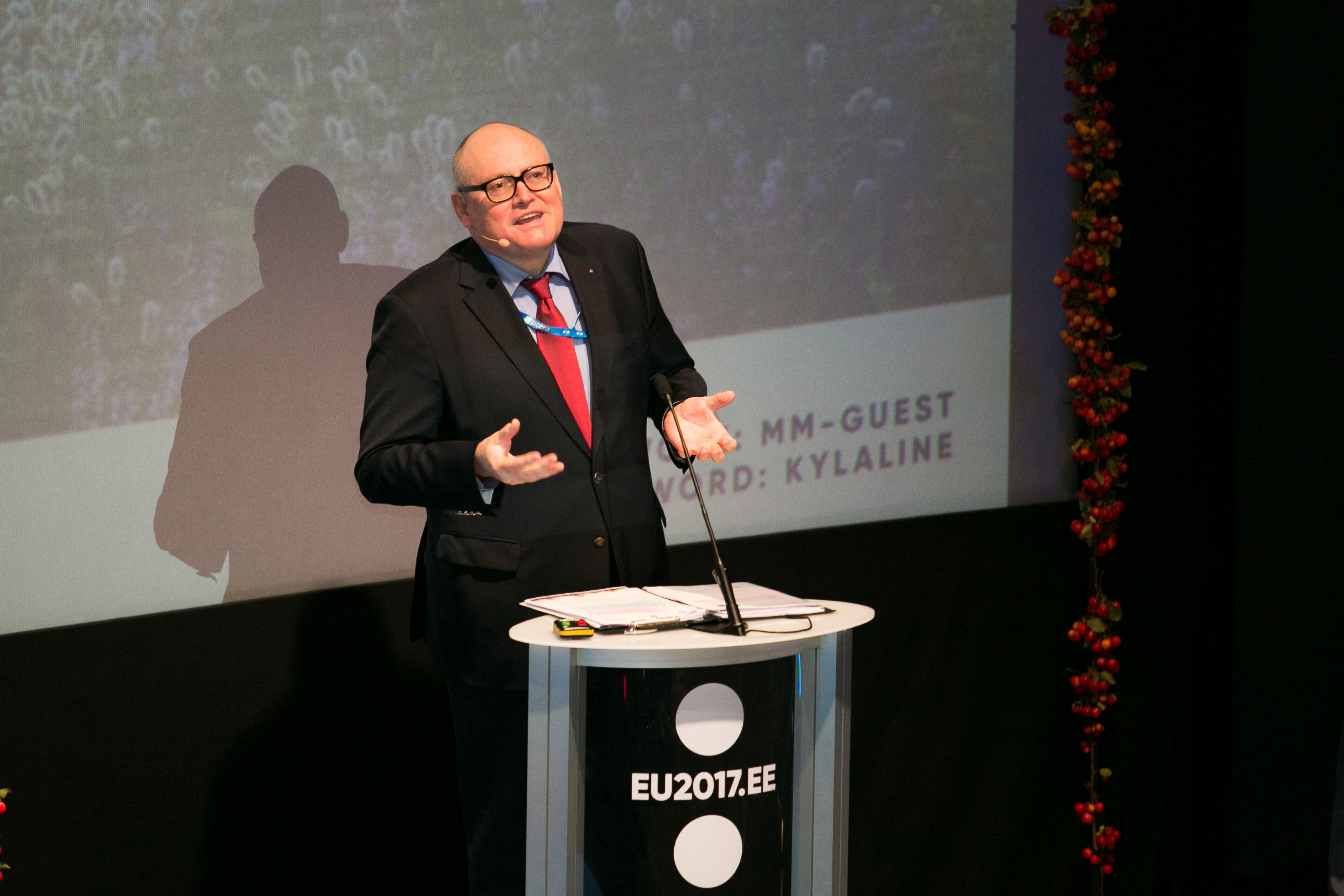
Vare em 2017

Raivo Vare (nascido a 11 de maio de 1958, em Tallinn) é um político, empresário e especialista em economia da Estónia.
Em 1980 formou-se em Direito pela Universidade de Tartu.
De 1990 a 1992 foi Ministro de Estado (em estoniano:  riigiminister) e entre 1993 e 1996 foi o chefe da AS Tallinna Pank; depois, de 1996 a 1999, foi Ministro das Estradas e Comunicações.
Prémios:
- 2002: Ordem do Brasão Nacional, IV classe
- 2006: Ordem do Brasão Nacional, II classe[2]